# Список серій телесеріалу «Від заходу до світанку»
Від заходу до світанку  (англ. From Dusk Till Dawn: The Series) — американський горор-серіал Роберта Родрігеса, знятий за мотивами однойменного фільму. Прем'єра відбулась 11 березня 2013 року.

## Огляд
| Сезон | Сезон | Серій | Дати показу     | Дати показу      |
| Сезон | Сезон | Серій | Прем'єра        | Фінал            |
| ----- | ----- | ----- | --------------- | ---------------- |
|       | 1     | 10    | 11 березня 2014 | 20 травня 2014   |
|       | 2     | 10    | 25 серпня 2015  | 27 жовтня 2015   |
|       | 3     | 10    | 6 вересня 2016  | 1 листопада 2016 |

## Перший сезон (2014)
| № | Назва                                       | Режисер         | Сценаристи              | Дата показу в США |
| --- | ------------------------------------------- | --------------- | ----------------------- | ----------------- |
| 1 | «Pilot» «Пілотна серія»                     | Роберт Родрігес | Роберт Родрігес         | 11 березня 2014   |
| Головні герої серіалу — Сет і його психічно неврівноважений брат Річард розшукуються поліцією за звинуваченням у пограбуванні банків. Окрім ФБР їх також розшукують техаські рейнджери — МакГроу і Гонсалес, які з усіх сил намагаються знайти братів після пограбування банку, в якому вони залишили кілька трупів. |                                             |                 |                         |                   |
| 2 | «Blood Runs Thick» «Обширна кровотеча»      | Роберт Родрігес | Дієго Гутьєррес         | 18 березня 2014   |
| Сет і Річі відстрілюючись залишають винний магазин. Їх переслідує рейнджер Фредді Гонсалес. Дивні і незрозумілі видіння Річі з кожною хвилиною все посилюються. Тим часом сім'я Фуллер відправляється до Мексики. |                                             |                 |                         |                   |
| 3 | «Mistress» «Панянка»                        | Едуардо Санчєс  | Карлос Кото             | 25 березня 2014   |
| Видіння Річі з'являються все частіше і частіше. Сет і Карлос обговорюють план перетину кордону з Мексикою. У родини Фуллер ламається трейлер. Рейнджер Гонсалес, що жагає помсти, продовжує шукати братів Гекко і просить допомоги у експерта. |                                             |                 |                         |                   |
| 4 | «Let's Get Ramblin» «Час ідти»              | Роберт Родрігес | Марсель Родрігес        | 1 квітня 2014     |
| Сет і Річі Гекко беруть в заручники родину Фуллер і планують вибратися з мотелю непоміченими. Але Фредді починає бачити те ж саме, що і Річі. Це приводить його до них. |                                             |                 |                         |                   |
| 5 | «Self-Contained» «Замкнутий»                | Джо Менендес    | Метт Морган і Ян Собель | 8 квітня 2014     |
| Після того, як брати Гекко з боєм залишають мотель, Сет вимагає від Джейкоба поїхати до кордону з Мексикою. Так як видіння і страх беруть гору над Річі, Джейкоб бере ситуацію в свої руки і твердо має намір провезти своїх дітей через кордон. |                                             |                 |                         |                   |
| 6 | «Place of Dead Roads» «Місце мертвих доріг» | Двайт Літтл     | Альваро Родрігес        | 15 квітня 2014    |
| Сет і Річі Гекко разом з родиною Фуллер роблять неможливе. Між тим угода, укладена між Карлосом і Сетом може провалитися. А тим часом рейнджер Фредді Гонсалес стежить за своєю здобиччю і жадає помсти. |                                             |                 |                         |                   |
| 7 | «Pandemonium» «Пандемоніум»                 | Роберт Родрігес | Дієго Гутьєррес         | 29 квітня 2014    |
| Брати Гекко з родиною Фуллер дивляться просто незабутнє шоу, коли на сцені з'являється Сантаніко Пандемоніум. Але після того, як з'являється рейнджер Фредді Гонсалес, який бажає помститися, ситуація в клубі змінюється. |                                             |                 |                         |                   |
| 8 | «La Conquista» «Підкорення»                 | Феде Альварес   | Марсель Родрігес        | 6 травня 2014     |
| Фредді несподівано зустрічається із Карлосом. А тим часом в клубі Сет Гекко, Фуллер і Секс-машина продовжують боротися за свої життя. |                                             |                 |                         |                   |
| 9 | «Boxman»                                    | Нік Копус       | Метт Морган і Ян Собель | 13 травня 2014    |
| Річі та Сет знаходять в храмі лабіринт. Кейт і Джейкоб стають свідками того, як Скотт перетворюється на вампіра. |                                             |                 |                         |                   |
| 10 | «The Take» «Прийняття»                      | Двайт Літтл     | Карлос Кото             | 20 травня 2014    |
| Гонсалес розуміє, що Таннер культовий фанатик, і рятує Кеті. Наодинці зі Скоттом, Джейкоб не може змусити себе вбити свого сина, в той час як Скотт кусає свого батька. Кеті повинна вбити батька, перш ніж він перетвореться. Гекко проходять випробування, але Річі ковтає змію, що містить кров Сантаніко, роблячи його «іншим». Карлос зраджує її, приєднуючись до Нарциссо і Дев'яти Лордів. Він викрадає Річі, щоб Сет приніс йому нафтові облігації. В решті решт Гонсалес повертається до своєї сім'ї, Сантаніко проводить магічний обряд, після чого тікає разом із Річі, а Сет та Кеті також їдуть подалі від бару. |                                             |                 |                         |                   |

## Другий сезон (2015)
| №  | Назва                                                                                     | Режисер          | Сценаристи                          | Дата показу в США |
| -- | ----------------------------------------------------------------------------------------- | ---------------- | ----------------------------------- | ----------------- |
| 1  | «Opening Night» «Перша ніч»                                                               | Роберт Родрігез  | Альваро Родрігез                    | 25 серпня 2015    |
| 2  | «In a Dark Time» «У темні часи»                                                           | Едуардо Санчез   | Альваро Родрігез і Карлос Кото      | 1 вересня 2015    |
| 3  | «Attack of the 50 Ft. Sex Machine» «Професор — збочинець»                                 | Алехандро Брюгес | Марсель Родрігез                    | 8 вересня 2015    |
| 4  | «The Best Little Horror House in Texas» «Вампірські торги»                                | Джо Менендез     | Метт Морган і Єн Собель             | 15 вересня 2015   |
| 5  | «Bondage» «Богиня в кайданах»                                                             | Джо Менендез     | Луіза Лесчін                        | 22 вересня 2015   |
| 6  | «Bizarre Tales» «Страшилки»                                                               | Карлос Кото      | Карлос Кото                         | 29 вересня 2015   |
| 7  | «Bring Me the Head of Santanico Pandemonium» «Принеси мені голову Сантаніко Пандемоніум!» | Двайт Літтл      | Дієго Гутьєрез                      | 6 жовтня 2015     |
| 8  | «The Last Temptation of Richard Gecko» «Остання спокуса Річарда Гекко»                    | Едуардо Санчез   | Альваро Родрігез і Марсель Родрігез | 13 жовтня 2015    |
| 9  | «There Will Be Blood» «Буде багато крові»                                                 | Джо Менендез     | Метт Морган і Єн Собель             | 20 жовтня 2015    |
| 10 | «Santa Sangre»                                                                            | Роберт Родрігез  | Дієго Гутьєрез                      | 27 жовтня 2015    |

## Третій сезон (2016)
| № | Назва                                        | Режисер           | Сценаристи              | Дата показу в США |
| --- | -------------------------------------------- | ----------------- | ----------------------- | ----------------- |
| 1 | «Head Games» «Головотрах»                    | Двайт Літтл       | Карлос Кото             | 6 вересня 2016    |
| 2 | «La Reina»                                   | Роберт Родрігез   | Дієго Гутьєрез          | 6 вересня 2016    |
| Брати Гекко вирішують знайти Сантаніко Пандемоніум. Вони дізнаються, що вона відкрила бійцівський клуб, перестала харчуватися кров'ю невинних і тепер просить називати її своїм справжнім ім'ям - Кіса. В бійцівському клубі несподіванно з'являється стародавній воїн Шибальби Олмека і нападає на Сантаніко. Сетт бачить в клубі Кейт, після чого стає відомо, що вона перебуває під контролем істоти, яка називає себе «Королевою». |                                              |                   |                         |                   |
| 3 | «Protect and Serve» «Захисник»               | Алехандро Бругуес | Єн Собель і Метт Морган | 13 вересня 2016   |
| 4 | «Fanglorious»                                | Ігл Іглссон       | Марсель Родрігез        | 20 вересня 2016   |
| 5 | «Shady Glen» «Шеді Глен»                     | Едуардо Санчез    | Сара Вайз               | 27 вересня 2016   |
| 6 | «Straitjacket» «Зведений з розуму»           | Ребекка Родрігез  | Фернанда Копель         | 4 жовтня 2016     |
| 7 | «La Llorona»                                 | Дієго Гутьєрез    | Дієго Гутьєрез          | 11 жовтня 2016    |
| 8 | «Rio Sangre»                                 | Ігл Іглссон       | Карлос Кото             | 18 жовтня 2016    |
| 9 | «Matanzas»                                   | Джо Менендез      | Марсель Родрігез        | 25 жовтня 2016    |
| 10 | «Dark Side of the Sun» «Пекельне затемнення» | Джо Менендез      | Єн Собель і Метт Морган | 1 листопада 2016  |